# Šarovce
Šarovce (ungarisch Barssáró oder Sáró) ist eine Gemeinde im Süden der Slowakei mit 1619 Einwohnern (Stand 31. Dezember 2024). Sie gehört zum Okres Levice innerhalb des Nitriansky kraj.

## Geographie
Die Gemeinde befindet sich im Donauhügelland (Teil des slowakischen Donautieflands) am rechten Ufer des Hron. Das Ortszentrum liegt auf einer Höhe von 146 m n.m. und ist sieben Kilometer von Želiezovce sowie 20 Kilometer von Levice gelegen.
Verwaltungstechnisch gliedert sich Šarovce in die Gemeindeteile Šarovce und Veselá.

## Bevölkerung
| Jahr                | 1994 | 2004    | 2014    | 2024    |
| ------------------- | ---- | ------- | ------- | ------- |
| Anzahl der Personen | 1661 | 1662    | 1638    | 1619    |
| Unterschied         |      | +0,06 % | −1,44 % | −1,15 % |

| Jahr                | 2023 | 2024    |
| ------------------- | ---- | ------- |
| Anzahl der Personen | 1609 | 1619    |
| Unterschied         |      | +0,62 % |

## Geschichte
Die heutige Gemeinde entstand 1943 durch Zusammenschluss der Orte Malé Šarovce (ungarisch Kissáró) und Veľké Šarovce (ungarisch Nagysáró). 1958 kam dazu der Ort Veselé (ungarisch Veszele), der vorher Teil der Gemeinde Turá war.
Der Ort wurde zum ersten Mal 1075 als Saroufalu schriftlich erwähnt (andere Quellen sprechen erst von 1245).
Bis 1918/1919 gehörte der Ort im Komitat Bars zum Königreich Ungarn und kam danach zur Tschechoslowakei. Auf Grund des Ersten Wiener Schiedsspruches lag er 1938–45 noch einmal in Ungarn.

## Bevölkerung
Ergebnisse nach der Volkszählung 2001 (1621 Einwohner):
| Nach Ethnie: - 46,02 % Magyaren - 38,00 % Slowaken - 13,08 % Zigeuner - 0,74 % Tschechen | Nach Religion: - 71,62 % römisch-katholisch - 10,80 % konfessionslos - 4,01 % evangelisch - 3,02 % keine Angabe |

## Sehenswürdigkeiten
- klassizistische Kirche der Schutzengel von 1847, erbaut an der Stelle einer gotischen Kirche aus dem 13. Jahrhundert
- klassizistische reformierte Kirche von 1780, erbaut nach dem Toleranzpatent, mit dem erst 1899 fertiggestellten Turm